# Министерство флота (Япония)

Министерство ВМС Императорской Японии  (яп. 海軍省 Кайгунсё) — орган гражданской  исполнительной власти Императорской Японии по вопросам  военной политики и государственного управления ВМС в 1872—1945 гг.  

## История
Министерство флота было создано в апреле 1872 года одновременно с Министерством армии, для замены прежнего Министерства военных дел.
Изначально Министерство флота отвечало как за административные дела, так и за оперативную деятельность Императорского флота Японии, но после создания в мае 1893 года Генерального штаба у Министерства остались лишь административные функции. Его основными задачами были ответственность за бюджет флота, обеспечение флота оружием, кадровые вопросы, взаимоотношения с парламентом и Кабинетом министров, а также широкий круг вопросов военно-морской политики.
Главой Министерства флота был министр, которому помогали старшие и младшие заместители, а также старшие и младшие писари. По структуре 1872 года в состав Министерства входили Секретариат министра и три отдела.
| Министерство флота (Дайдзёкан, 1872) |                          |                          | |
| Министр 卿                           | Старшие заместители 大輔 | Младшие заместители 少輔 | - Секретариат министра (卿官房) - Первый отдел (第一局) - Второй отдел (第二局) - Третий отдел (第三局) |
| Министр 卿                           | Старшие писари 大丞      | Младшие писари 少丞      | - Секретариат министра (卿官房) - Первый отдел (第一局) - Второй отдел (第二局) - Третий отдел (第三局) |

В 1876 году Министерство пополнилось 2 отделами и одной службой. Оно взяло на себя всю ответственность за содержание военных кораблей.
В 1884 году в Министерстве создали Отдел Генерального штаба флота Японии. За два года его переподчинили Генеральному штабу армии, превратив в Отдел флота (яп. 海軍部). В 1889 году этот отдел снова перевели в Министерство флота, а в 1893 году выделили в самостоятельную военную структуру — Генеральный штаб флота Японии, который подчинялся только Императору Японии.
В 1885 году, в связи с заменой Дайдзёкана Кабинетом министров, была проведена реорганизация Министерства. С 1900 года возглавлять его имели право только профессиональные военные действительной службы. Исключительно из этой же категории назначались советники министра флота. В 1913 году была принята поправка, по которой министром могли становиться гражданские лица, но после путча 26 февраля 1936 года её отменили.
После японо-китайской войны 1894—1895 и русско-японской 1904—1905 гг. статус Императорского флота сравнялся со статусом Императорской армии Японии. В отличие от армейских генералов, которые видели в России и Китае главную опасность Японии, высшее руководство флота считало Североамериканские Соединённые штаты потенциальным противником страны в Тихоокеанском регионе. Оно принялось наращивать боеспособность японских военно-морских сил и расширило структуру Министерства флота. На 1916 год оно состояло из Секретариата министра, Военного, Медицинского, Юридического и Организационного отделов, а также Отделов кадров, финансов и управления кораблями.
| Министерство флота (Кабинет министров, 1916) | |
| Министр 大臣                                 | - Секретариат министра (大臣官房) - Отдел кадров (人事局) - Военный отдел (軍務局) - Отдел финансов (経理局) - Медицинский отдел (医務局) - Юридический отдел (法官部) - Отдел управления кораблями (艦政局) - Организационный отдел (機関局) |

Вплоть до 1920-х годов Генеральный штаб флота играл подчинённую роль по отношению к Министерству флота, однако во время Вашингтонской конференции офицеры генерального штаба увидели шанс изменить ситуацию. На Конференции США и Великобритания хотели установить пропорции между количеством кораблей во флотах различных держав, и попросили Японию согласиться на то, чтобы у неё было меньше кораблей, чем у западных стран. Морской министр хотел согласиться на это, чтобы сохранить Англо-японский союз, но Морской генеральный штаб выступил против, в результате Императорский флот Японии раскололся на враждующие «фракцию флота» и «фракцию договора». В итоге Япония подписала договор, но вышла из него в 1934 году.
В 1930-х годах, по мере роста японского милитаризма, «фракция флота» постепенно брала верх над «фракцией договора», и в итоге преобладающее влияние Генерального штаба привело к принятию решения о нападении на Пёрл-Харбор вопреки мнению Министерства флота, которое предпочитало дипломатические методы.
С 1937 года как Министр флота, так и начальник Морского генерального штаба, стали членами Императорской ставки.
| Министерство флота (Кабинет министров, 1940) | |
| Министр 大臣                                 | - Секретариат министра (大臣官房) - Отдел кадров (人事局) - Военный отдел (軍務局) - Отдел финансов (経理局) - Медицинский отдел (医務局) - Юридический отдел (法官部) - Отдел снабжения (軍需局) - Организационный отдел (機関局) - Отдел образования (教育局) - Строительный отдел (建築局) - Отдел вооружений (兵備局) |

## Главы

### Морские лорды Министерства военных дел
| Министерство флота (Дайдзёкан) |                  |                                  |                                   |
| №                              | Имя              | Период                           | Принадлежность                    |
| 1                              | Кацу Кайсю       | 25 октября 1873 — 25 апреля 1875 | бывший чиновник сёгуната Токугава |
| 2                              | Кавамура Сумиёси | 24 мая 1878 — 28 февраля 1880    | Фракция Сацума                    |
| 3                              | Эномото Такэаки  | 28 апреля 1875 — 7 апреля 1881   | бывший чиновник сёгуната Токугава |
| 4                              | Кавамура Сумиёси | 7 апреля 1881 — 22 декабря 1885  | Фракция Сацума                    |

### Министры флота
Согласно закону, Министр флота назначался из числа действующих адмиралов и вице-адмиралов. Его первоочередной задачей была организация взаимодействия между Генеральным штабом флота, Флотом, Кабинетом министров и Парламентом.
|    | Период нахождения в должности     | Имя              |
| -- | --------------------------------- | ---------------- |
| 1  | 22 декабря 1885 — 17 мая 1890     | Сайго Цугумити   |
| 2  | 17 мая 1890 — 8 августа 1892      | Кабаяма Сукэнори |
| 3  | 8 августа 1892 — 11 март 1893     | Нирэ Кагэнори    |
| 4  | 11 марта 1893 — 8 ноября 1898     | Сайго Цугумити   |
| 5  | 8 ноября 1898 — 7 января 1906     | Ямамото Гомбэй   |
| 6  | 7 январь 1906 — 16 апреля 1914    | Сайто Макото     |
| 7  | 16 апреля 1914 — 8 октября 1915   | Ясиро Рокуро     |
| 8  | 8 октября 1915 — 15 мая 1923      | Като Томосабуро  |
| 9  | 15 мая 1923 — 7 января 1924       | Такарабэ Такэси  |
| 10 | 7 января — 11 июня 1924           | Мураками Какуси  |
| 11 | 11 июня 1924 — 30 апреля 1927     | Такарабэ Такэси  |
| 12 | 30 апреля 1927 — 2 июля 1929      | Окада Кэйсукэ    |
| 13 | 2 июля 1929 — 3 октября 1930      | Такарабэ Такэси  |
| 14 | 3 октября 1930 — 13 декабря 1931  | Або Киёкадзу     |
| 15 | 13 декабря 1931 — 26 мая 1932     | Осуми Минэо      |
| 16 | 26 мая 1932 — 9 января 1933       | Окада Кэйсукэ    |
| 17 | 9 января 1933 — 9 марта 1936      | Осуми Минэо      |
| 18 | 9 марта 1936 — 2 февраля 1937     | Осами Нагано     |
| 19 | 2 февраля 1937 — 30 августа 1939  | Ёнай Мицумаса    |
| 20 | 30 августа 1939 — 5 сентября 1940 | Ёсида Дзэнго     |
| 21 | 5 сентября 1940 — 18 октября 1941 | Оикава, Косиро   |
| 22 | 18 октября 1941 — 17 июля 1944    | Симада Сигэтаро  |
| 23 | 17 — 22 июля 1944                 | Наокуни Номура   |
| 24 | 22 июля 1944 — 1 декабря 1945     | Ёнай Мицумаса    |